# King of Tokyo
King of Tokyo ist ein Würfel-Brettspiel des amerikanischen Spieleautors Richard Garfield aus dem Jahr 2011. Das Spiel für zwei bis sechs Spieler ab zehn Jahren dauert etwa 30 Minuten pro Spiel. Es handelt sich um ein Würfelspiel, das auf dem Mechanismus von Würfelpokerspielen (etwa Yahtzee oder Kniffel) aufbaut und thematisch an die japanischen Godzilla-Filme angelehnt ist. Ziel der Spieler ist es, mit einem gigantischen Monster die Stadt Tokio zu erobern.
Das Spiel wurde international vom Spieleverlag Iello aufgelegt und erhielt 2013 den Niederländischen Spielepreis, in Deutschland wurde es erst über den Heidelberger Spieleverlag und später über Hutter Trade vertrieben. 2014 wurde auf der Basis des Spiels der Nachfolger King of New York entwickelt und veröffentlicht.

## Thema und Ausstattung
Das Spiel King of Tokyo ist thematisch an die japanischen Godzilla-Filme angelehnt und das Ziel der Spieler ist es, mit ihrem eigenen gigantischen Monster die Stadt Tokio zu erobern. Dies gelingt ihnen entweder, wenn sie 20 Siegpunkte (Sterne) auf ihrem Spielertableau erreichen oder alle anderen Monster soweit verletzen, dass diese keine Lebenspunkte (Herzen) mehr haben.
Der Inhalt der Spieleschachtel besteht neben der Spielanleitung aus:
- einem Spielplan mit den Orten Tokyo und Tokyo Bay
- sechs Monsterfiguren (Gigazaur, Meca Dragon, The King, Cyber Kitty, Space Penguin, Alienoid)
- sechs Spielertableaus zu den entsprechenden Monstern mit Sieg- und Gesundheitspunktanzeige
- sechs schwarze und zwei grüne sechsseitige Würfel
- 66 Karten
- 50 Energiebrocken
- 28 Marker (3 × Rauch, 1 × Nachahmung, 12 × Schrumpfen und 12 × Gift)

## Spielweise
Zu Beginn des Spiels wählt jeder Spieler eine Monsterfigur und das entsprechende Tableau. Der Spielplan wird in die Tischmitte und die gemischten Karten werden in die Tischmitte gelegt. Vom Kartenstapel werden drei Karten aufgedeckt und neben dem Spielplan platziert. Die Spieler stellen auf ihrem Tableau 0 Siegpunkte (Sterne) und 10 Lebenspunkte (Herzen) ein.
Der Startspieler wird bestimmt und dieser würfelt mit den sechs schwarzen Würfeln. Die Würfel zeigen jeweils die Zahlen 1 bis 3 sowie ein Herz-, ein Klauen- und ein Blitzsymbol. Jeder Spieler hat pro Runde drei Würfe und kann ähnlich wie beim Kniffelspiel beliebig viele Würfel auswählen und beiseite legen. Danach würfelt er zwei weitere Male und wählt jeweils die Würfel aus, die er werten möchte.
| Würfelsymbol | Wertung |
| ------------ | --- |
| 1, 2 und 3   | Wenn es einem Spieler gelingt, drei Mal die gleiche Zahl zu werfen, bekommt er dieser entsprechend Siegpunkte. Jeder weitere Würfel mit derselben Zahl gib einen zusätzlichen Siegpunkt. |
| Herz         | Der Spieler bekommt pro Herzsymbol einen Gesundheitspunkt hinzu (nicht anwendbar für den Spieler in Tokyo). |
| Blitz        | Der Spieler bekommt pro Blitzsymbol einen Energieklotz. |
| Kralle       | Ein Spieler, der sich außerhalb von Tokyo befindet, fügt dem Monster in Tokyo pro Krallensymbol einen Schadenspunkt zu. Befindet sich der Spieler in Tokyo, fügt er allen Spielern außerhalb von Tokyo pro Krallensymbol einen Schadenspunkt zu. Der Schaden wird von den Gesundheitspunkten abgezogen (nicht anwendbar für den Startspieler). |

Die Ergebnisse der Würfe werden ausgewertet und der Spieler bekommt entsprechend der Anzahl der Herzwürfel Lebenspunkte, entsprechend der Zahlenwürfel Siegpunkte, entsprechend der Blitzwürfel Energiebrocken und fügt entsprechend der Krallenwürfel Schadenspunkte zu. Die Energiebrocken können genutzt werden, um ausliegende Karten zu kaufen, die verschiedene Sonderaktionen und -wertungen ermöglichen und je nach Kartentyp entweder direkt eingesetzt („Abwerfen“) oder als dauerhafte Option ausgelegt („Behalten“) werden.
Mit Ausnahme der allerersten Runde befindet sich immer ein Spieler mit seinem Monster in Tokyo (und bei 5 und 6 Spielern auch je einer in Tokyo Bay). In der ersten Runde muss der Startspieler nach seiner Würfelwertung nach Tokyo gehen. Ein Spieler, der nach Tokyo geht, bekommt dafür einen Siegpunkt und wenn er lange genug dort bleibt, um seine nächste Runde wieder in Tokyo zu beginnen, bekommt er zwei weitere Siegpunkte. Solang er in Tokyo steht, können ihm alle anderen Spieler Schaden durch ihre Würfe zufügen und er selbst kann alle anderen Spieler verletzen – im Gegensatz zu diesen kann er jedoch keine Heilungspunkte (Herzen) einsetzen, solange er in Tokyo ist. Bekommt ein Monster in Tokio Schaden, kann der Spieler entscheiden, die Stadt am Ende der Runde zu verlassen. In dem Fall muss der Spieler Tokyo erobern, der den Schaden verteilt hat.
Ein Spieler, der keine Gesundheitspunkte mehr hat, verliert sein Monster und scheidet aus dem Spiel aus. Gewinner ist der Spieler, der zuerst 20 Siegpunkte erreicht oder als letzte übrig bleibt, wenn alle anderen Mitspieler ausgeschieden sind.

### Power up!
King of Tokyo: Power up! erschien 2012 als erste offizielle Erweiterung zu King of Tokio. Sie enthält neben den neuen Monster Pandakai vor allem für jedes Monster ein Set von acht Evolutionskarten, mit denen der Spieler sein Monster aufwerten kann. Dies geschieht dann, wenn der Spieler am Ende seines Würfelwurfs drei Herzen hat und diese zur Evolution nutzen möchte.
2016 erschien zu dem Spiel King of New York ebenfalls eine Power up!-Erweiterung, die neben dem neuen Monster Mega Shark Evolutionskarten für alle Monster aus King of New York sowie auch entsprechende Karten für diese Monster zum Einsatz in King of Tokyo enthält. Diese Erweiterung wurde von iello 2019 erneut auf Deutsch aufgelegt.

### Neue Monster:Halloween,CthulhuundKing of New York
2013 erschien mit King of Tokyo: Halloween eine weitere Ergänzung, die als „Collector Pack 1“ bezeichnet wurde und mit Pumpkin Jack und Boogey Woogey zwei neue Monster und für diese je ein Set aus acht Power-up!-Karten enthielt. Darüber hinaus sind in diesem Set sechs orangefarbene Würfel und 12 neue Power-Karten enthalten.
Das 2014 erschienene Nachfolgerspiel eigenständige King of New York enthält eigene auf New York als Ort angepasste Monster, die jedoch auch für das Spiel King of Tokyo eingesetzt werden können. In der Folge erschienen für beide Spiele weitere Monster als Promos und Ergänzungen, etwa vom Heidelberger Spieleverlag und von Dice Tower. 2017 erschien mit Cthulhu in dem Monster Pack – Cthulhu ein weiteres Monster mit entsprechenden Power-up!-Karten, das für King of Tokyo und King of New York herausgegeben wurde.

### Promos
2011 erschien als erstes Promotion-Set ein Set aus 11 neuen Powerkarten, die auf Englisch und Französisch erschienen. 2012 verteilte Richard Garfield individuell mit Regeln beschriebene und unterzeichnete Karten auf den Internationalen Spieltagen (SPIEL '12) in Essen, die damit alle Unikate sind. Eine weitere Promokarte erschien 2014 als Bonus während der kickstarter-Kampagne zu dem Spiel Zombie 15'  als The Horde Promo Card; durch diese Karte, bei der eine Horde Zombies losgelassen wird, erleidet jedes Monster, auch das eigene, einen Schadenpunkt am Ende der Runde. Auf der SPIEL '15 wurde mit der Fishmarket Promo Card eine weitere Karte verteilt.

## Ausgaben und Rezeption
Das Spiel King of Tokyo wurde von Richard Garfield, der vor allem für das Kartenspiel Magic: The Gathering bekannt ist, entwickelt und 2011 im Spieleverlag Iello in mehreren Sprachen und in den Folgejahren in zahlreichen Neuauflagen veröffentlicht. In Deutschland wurde es über den Heidelberger Spieleverlag und später von Iello selbst über Hutter Trade vertrieben.
2013 erhielt das Spiel den Niederländischen Spielepreis, daneben wurde es bei zahlreichen Spielepreisen wie etwa dem As d’Or in Frankreich und dem Juego del Año Tico in Costa Rica nominiert. 2014 wurde auf der Basis des Spiels King of New York entwickelt und veröffentlicht. Bis 2017 wurde das Spiel nach Verlagsangaben weltweit etwa eine Million Mal verkauft.
King of Tokyo wurde auch in die Encyclopedia of Science Fiction aufgenommen und wird dort als „das absolute Gegenteil“ zu Garfields früherer Erfindung, dem Sammelkartenspiel Magic: The Gathering beschrieben. Demnach ist es ein gutes „Gateway Game“, das bewusst so konzipiert ist, dass es leicht zu erlernen und zu spielen ist.

## Belege
1. 1 2 3 4 5  Spieleanleitung King of Tokyo (Seite nicht mehr abrufbar, festgestellt im September 2019. Suche in Webarchiven)  Info: Der Link wurde automatisch als defekt markiert. Bitte prüfe den Link gemäß Anleitung und entferne dann diesen Hinweis., 3. Auflage 2016
2. ↑  Expansions von King of Tokyo in der Spieledatenbank BoardGameGeek (englisch); abgerufen am 21. Juli 2017.
3. ↑  Versionen von King of Tokyo in der Spieledatenbank BoardGameGeek (englisch); abgerufen am 21. Juli 2017.
4. ↑  Die Monster sind los!, Pressemitteilung von Iello/Hutter Trade, 9. Mai 2017; abgerufen am 21. Juli 2017.
5. 1 2  King of Tokyo in der The Encyclopedia of Science Fiction, 27. März 2019; abgerufen am 17. Mai 2019.